# Offshore-Windpark Gunfleet Sands
Der Offshore-Windpark Gunfleet Sands liegt im Küstenbereich des Vereinigten Königreiches in der südwestlichen Nordsee. Der Windpark hat eine installierte Leistung von 184 MW. Er befindet sich sieben Kilometer südöstlich von Clacton-on-Sea, Essex.
Das Projekt entstand in zwei Phasen. In der ersten Phase wurden 30 Windkraftanlagen und in der zweiten 18 Anlagen errichtet. Phase 1 beinhaltete eine Gesamtfläche von 10 km², Phase 2 von 7,5 km². Mit Phase 3 wird ein Demonstrations-Projekt für einen größeren Windturbinentyp bezeichnet.

## Bau
Nach Erteilung der Genehmigung des Projekts 2008 wurde noch im selben Jahr mit dem Bau des Windparks begonnen. Im April 2009 wurde die erste Turbine installiert. Im August 2009 wurde der erste Strom produziert und in das Stromnetz eingespeist. Das Projekt wurde im Juni 2010 fertiggestellt.

## Technik
Jede Turbine hat eine installierte Leistung von 3,6 MW. Der Rotordurchmesser beträgt 107 m, die Gesamthöhe 129 m. Zur Verankerung der Anlagen wurden Monopile-Fundamente verwendet. Diese haben etwa einen Durchmesser von 5 m und sind bis zu 50 m lang und bis zu 40 m im Meeresboden verankert.

## Betrieb
Der Windpark befindet sich im Eigentum eines Betreiberkonsortiums, das zu 50,1 % DONG Energy, zu 24,95 % Marubeni und zu 24,95 % DBJ gehört.
Die Servicezentrale für den Betrieb und die Wartungsarbeiten befindet sich in Brightlingsea.

## Demonstrations-Projekt
Im 2012 wurde die Genehmigung für das Gunfleet Sands Demonstration Project innerhalb der sog. Phase 3 erteilt. In diesem wurden 2012 bis 2013 zwei Siemens-6-MW-Turbinen im Windpark-Gebiet errichtet. Strom aus diesen beiden Anlagen wurde ab April 2013 in das Stromnetz eingespeist.